# Vojska Kraljevine Jugoslavije
Vojska Kraljevine Jugoslavije je bila oborožena sila Kraljevine Jugoslavije, ki je nastala s preimenovanjem Vojske Kraljevine SHS, le-ta pa z združitvijo Slovenske vojske (1918-1919) in Vojske Kraljevine Srbije leta 1919.

## Formacije
- seznam armadnih skupin Kraljevine Jugoslavije
- seznam armad Kraljevine Jugoslavije
- seznam korpusov Kraljevine Jugoslavije
- seznam divizij Kraljevine Jugoslavije
- seznam brigad Kraljevine Jugoslavije
- seznam polkov Kraljevine Jugoslavije

## Pripadniki
- seznam generalov Kraljevine Jugoslavije
- seznam admiralov Kraljevine Jugoslavije
- seznam častnikov Kraljevine Jugoslavije